# Кроц, Рудольф
Рудольф Кроц (чеш. Rudolf Kroc; 20 сентября 1909, Вена — 17 июня 1977, Фэрфакс, Виргиния) — чехословацкий пловец и ватерполист, нападающий; спортивный функционер. Участник летних Олимпийских игр 1928 и 1936 годов.

## Биография
Рудольф Кроц родился 20 сентября 1909 года в австро-венгерском городе Вена (сейчас в Австрии).
С 1920-х годов выступал в соревнованиях по плаванию и водному поло за венгерский клуб ПТЕ («Полгари Торна Эдьешюлет») из Братиславы, был представителем ведущей тройки нападения вместе с Паволом Штайнером и Михалом Шмуком. После расформирования ПТЕ в 1932—1934 годах защищал цвета пражского АПК, в 1934—1935 годах — братиславского ЧШК. В 1935 году вернулся в воссозданный ПТЕ. В 1939—1948 годах играл за пражскую «Спарту».
В 1928 году вошёл в состав сборной Чехословакии по водному поло на летних Олимпийских играх в Амстердаме, занявшей 11-е место. В матчах не участвовал.
В 1936 году вошёл в состав сборной Чехословакии по водному поло на летних Олимпийских играх в Берлине, занявшей 10-е место. В матчах не участвовал.
Во время немецкой оккупации Чехословакии был функционером: в 1942—1945 годах занимал пост председателя Чешской любительской ассоциации плавания. Кроме того, был высокопоставленным чиновником прогерманского попечительского совета по вопросам молодёжного образования.
После прихода в 1948 году коммунистов к власти в Чехословакии эмигрировал в США.
Умер 17 июня 1977 года в американском городе Фэрфакс в штате Виргиния.